# جورج غريزارد
جورج غريزارد (بالإنجليزية: George Grizzard)‏ مواليد 1 أبريل 1928 في رونوك رابيدز، الولايات المتحدة - الوفاة 2 أكتوبر 2007 في مانهاتن، الولايات المتحدة، هو ممثل أمريكي بدأ مسيرته الفنية سنة 1955. هو من الحائزين على جائزة إيمي. ظهر في قرابة 40 فيلما. فاز بجائزة توني. امتدت مسيرته الفنية لأكثر من 51 عاما.

## الأعمال
- بين كيسي
- هاواي فايف أو
- قوة النيران
- ترابر جون إم دي
- عرض كوسبي
- ذا غولدن غيرلز
- سكارليت
- ذهب مع الريح
- ثالث كوكب بعد الشمس

## روابط خارجية
- جورج غريزارد على موقع IMDb (الإنجليزية)
- جورج غريزارد على موقع ألو سيني (الفرنسية)
- جورج غريزارد على موقع أول موفي (الإنجليزية)
- جورج غريزارد على موقع قاعدة بيانات برودواي على الإنترنت (الإنجليزية)
- جورج غريزارد على موقع قاعدة بيانات الأفلام السويدية (السويدية)
- جورج غريزارد على موقع إن إن دي بي (الإنجليزية)
- جورج غريزارد على موقع ديسكوغز (الإنجليزية)
- جورج غريزارد على موقع قاعدة بيانات الفيلم (الإنجليزية)
- جورج غريزارد على موقع كينوبويسك (الروسية)